# Публий Корнелий Сципион Назика Серапион
Вижте пояснителната страница за други личности с името Публий Корнелий Сципион.
Публий Корнелий Сципион Назика Серапион (на латински: Publius Cornelius Scipio Nasica Serapio; * ок. 181 пр.н.е.; † 132 пр.н.е.) е древноримски политик, консул през 138 пр.н.е. Той е главен противник на Тиберий Гракх, организирал разправата с него през 133 пр.н.е. Син е на Публий Корнелий Сципион Назика Коркул, (консул през 162 и 155 гпр.н.е.) и Корнелия Африканска Стара.
През 141 пр.н.е. е претор, а за периода 141-132пр.н.е. е върховен понтифик. Впоследствие става легат в Азия, за да избегне отмъщението на популарите. Малко след това загива през 132 пр.н.е. в Пергам.
Синът му Публий Корнелий Сципион Назика Серапион е консул през 111 пр.н.е.